# پیش‌طرح (مجموعه تلویزیونی)
پیش‌طرح (انگلیسی: Sketch; کره‌ای: 스케치) یک مجموعه تلویزیونی کره جنوبی در سال ۲۰۱۸ با بازی رین، لی سون-بین، لی دانگ گان، جونگ جین یونگ و کانگ شین-ایل است. این مجموعه از ۲۵ مه تا ۱۴ ژوئیه ۲۰۱۸، روزهای جمعه و شنبه ساعت ۲۳:۰۰ (کی‌اس‌تی) از جی‌تی‌بی‌سی برای ۱۶ قسمت پخش شد.

## بازیگران

### اصلی
- رین در نقش کانگ دونگ سو[۷]
- لی دانگ گان در نقش کیم دو جین[۸]
- لی سون-بین در نقش یو شی هیون[۹]
- جونگ جین یونگ در نقش جانگ ته جون[۱۰]
- کانگ شین-ایل در نقش مون چه هیون